# タダノ

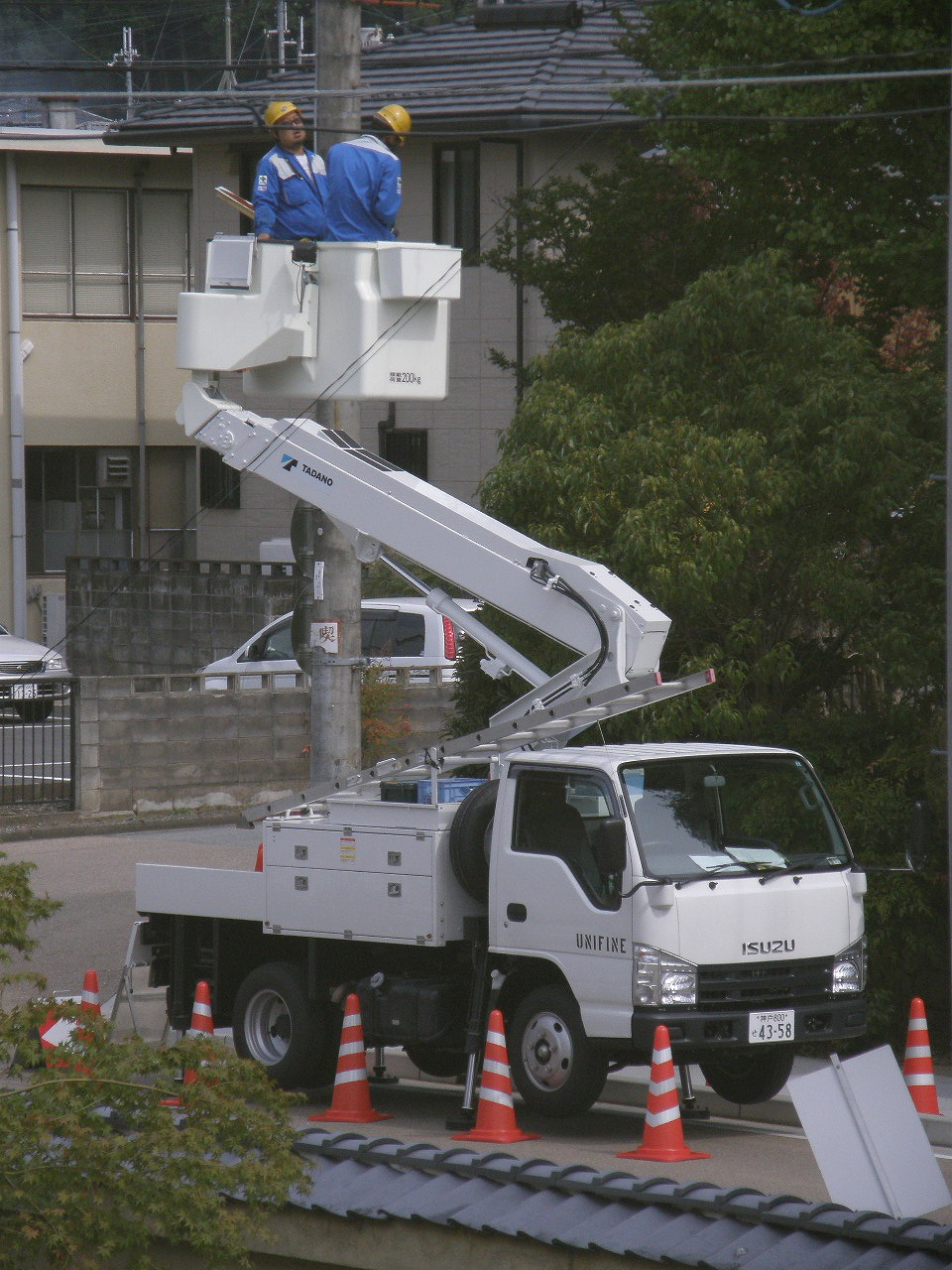
主力商品のひとつ高所作業車、タダノ製「スカイボーイ」,キャリアはいすゞ・エルフ NKR

株式会社タダノ（英: Tadano Ltd.）は、香川県高松市に本社を置く、建設用クレーン、車両積載型クレーン、高所作業車などを製造・販売する世界最大手級の建設用クレーンメーカー。
同社が製造する製品には油圧技術が用いられている。
ブランドメッセージは「Lifting your dreams」。

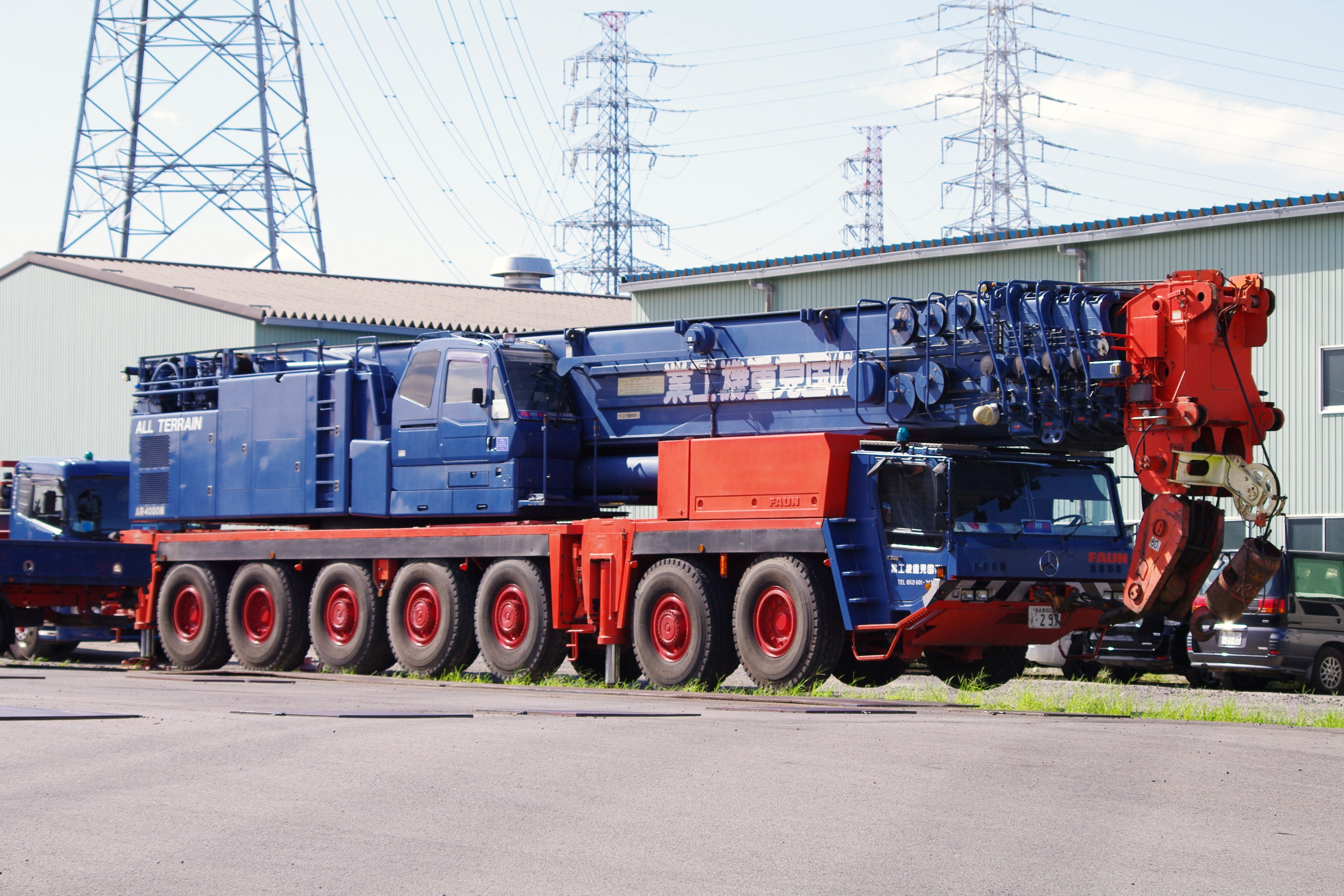
タダノ製オールテレーンクレーン_AR-4000M-1

## 主要製品・事業
- 建設用クレーン
  - オールテレーンクレーン - 40t吊り〜1200t吊り（AR、ACシリーズ）
  - ラフテレーンクレーン - 国内向けは、4.9t吊り〜100t吊り（GRシリーズ）
    - 海外向けは、2013年に160ショートtクラスのラフテレーンクレーンが開発された[1]

  - トラッククレーン - 20t吊り～75t吊り（OCシリーズ）
  - 伸縮ブーム式クローラクレーン - 35t吊り～156.5t吊り
  - ラチスブーム式クローラクレーン - 400t吊り～3,200t吊り
- 車両積載型クレーン（TMシリーズ）
「ユニック」と呼称されることが多いが、これは古河ユニックの製品名であり、タダノにおける正式名称は「カーゴクレーン」である。また、前田製作所にもOEM供給を行なっている。
- 高所作業車（ATシリーズ）
- 目的別製品
  - セルフローダ（重機運搬車）
  - スライドキャリヤ（車両運搬車）
  - ブリッジチェッカー（高架・橋梁点検車）
  - 軌道陸上兼用車

## 事業所所在地

### 国内拠点
- 本社・高松工場 - 香川県高松市新田町甲34番地
多田野鉄工所時代、日本国有鉄道に枕木整正機を納入していた名残で現在のJR高徳線を挟むように立地している。
工場敷地を分断する形で鉄道が通っているのは世界中を見てもとても珍しい。
- 東京オフィス - 東京都千代田区神田錦町二丁目2番地1 KANDA SQUARE 18階
- 志度工場 - 香川県さぬき市志度5405-3
- 香西工場 - 香川県高松市香西北町747-40
- 多度津工場 - 香川県仲多度郡多度津町西港町10-1
- 千葉工場 - 千葉県千葉市若葉区上泉町424-13ちばリサーチパーク内
- 技術研究所 - 香川県高松市林町2217-13
- 支店 - 全国10か所
- 営業所 - 全国23か所

### 海外拠点
- 北京事務所（中国）
- モスクワ事務所（ロシア）
- 欧州・北米・南米・アジア・中東・オセアニア（連結子会社）　27か所

## 沿革
- 1919年 - 創業者の多田野益雄が北海道旭川区（現・旭川市）へ渡り、創業。
- 1948年 - 香川県高松市藤塚町に株式会社多田野鉄工所を設立。
- 1950年 - 鉄道保線機械「枕木整正機」を発明、特許権を得てその生産を開始。日本国有鉄道へ納入。
- 1951年 - 油圧式産業機械の開発に着手。
- 1955年 - 日本初の油圧式トラッククレーン1号機 OC-2型 完成。
- 1957年 - 港湾荷役機械展示会に全油圧式トラッククレーン OC-5型を出品。
- 1959年 - 本社工場を香川県高松市新田町に移転。
- 1960年 - 油圧式トラッククレーン（OC-5A型）をインドネシアへ初輸出。
- 1962年 - 大阪証券取引所市場第2部に上場。
- 1963年 - 香川県高松市新田町に本社社屋完成。車両積載型クレーンTMシリーズ（カーゴクレーン）を発売。
- 1964年 - トラッククレーンTSシリーズを発売。
- 1966年 - トラッククレーンTLシリーズを発売。
- 1970年 - ラフテレーンクレーンTRシリーズを発売。
- 1971年 - トラッククレーンTGシリーズ発売。東京証券取引所市場第2部に上場。
- 1972年 - 東京・大阪両証券取引所各市場第1部に指定替。
- 1973年 - 最初の海外子会社としてTADANO International (Europe) B.V. をオランダに設立。
- 1980年 - 香川県大川郡志度町（現：さぬき市）に志度工場を新設。
- 1983年 - 高所（活線）作業車を発売。
- 1987年 - 東京都墨田区亀沢にタダノ両国ビル完成。東京事務所を移転。
- 1989年 - 株式会社タダノに商号変更。四国機工株式会社（現：タダノアイレック）が子会社となる。
- 1990年 - ドイツ FAUN GmbHを買収。
- 1991年 - TADANO FAUN GmbHをドイツに設立。イースター島アフ・トンガリキのモアイ像修復計画に着手。
- 1992年 - オールテレーンクレーンARシリーズを発売。
- 1994年 - 高所作業車スーパーデッキシリーズを発売。環境関連製品の開発に着手。
- 1995年 - ラフテレーンクレーンCREVOシリーズを発売。高架・橋梁点検車ブリッジチェッカーを発売。
- 1996年 - 国際規格ISO9001を認証取得。カーゴクレーン生産30万台達成。
- 1997年 - 香川県高松市林町に技術研究所を移転。
- 1998年 - 国内最大550トン吊りオールテレーンクレーンAR-5500Mを発売。「ファジー制御を用いた高性能高所作業車の開発」が機械振興協会賞受賞。
- 1999年 - カーゴクレーンZシリーズを発売。
- 2000年 - 協和興業株式会社（現：タダノアイメス）が子会社となる。
- 2003年 - 中国初の建設用クレーンの合弁会社　北起多田野（北京）起重機有限公司を設立。中東事務所をUAEに設立。
- 2004年 - オールテレーンクレーン グローバルシリーズ（ATF110G-5、ATF160G-5）を発売。
- 2006年 - CSR憲章、CSR規範を制定
- 2007年 - 香川県仲多度郡多度津町に多度津工場を新設。
- 2008年 - 国際規格ISO14001を認証取得。ブランドメッセージ「Lifting your dreams」を制定。
- 2010年 - TADANO Oceania Pty Ltd.をオーストラリアに設立。環境対応シンボルマーク「エコすけ」が登場。
- 2012年 - TADANO INDIA PVT．LTD.（現：Tadano Cranes India Pvt. Ltd.）をインドに設立。TADANO (Thailand) Co.,Ltd. をタイに設立。FAUN GmbHとTADANO FAUN GmbHが合併し、TADANO FAUN GmbHとなる。
- 2013年 - 世界最大級の吊上げ能力160ショートトン及び145トンを有するラフテレーンクレーン（GR-1600XL-2、GR-1450EX-2）を発売。
- 2014年 - TADANO Panama S.A.をパナマに設立。
- 2015年 - 同社が日本初の油圧式トラッククレーン開発してから60周年を迎える。
- 2019年 - アメリカ テレックス社より、ドイツ デマーグ社の移動式クレーン事業を買収。翌2020年にデマーグの2番目に大きいCC8800-1というクレーンを日本国内の企業に納入する為に入荷し横浜港で組み立てを行ったその模様をYouTubeで公開している。香川県高松市香西北町に香西工場を新設。
- 2021年 - 日本最大級700トン吊りオールテレーンクレーン（AR-7000N）を発売。
- 2022年 - 東京事務所を「東京オフィス」に改称し、東京都千代田区神田錦町に移転[2]。東京事務所があったタダノ両国ビルを売却[3]。
- 2023年 - 世界初のフル電動ラフテレーンクレーン（EVOLT eGR-250N）を発売。長野工業株式会社（長野県千曲市八幡3297-2[4]、法人番号：3010401142569）の子会社化を発表[5]。

## 主要関係会社

### 国内グループ企業（連結子会社）
中古クレーン等の販売・買取
- タダノアイメス

車両積載型クレーン、クレーン部品等の委託製造・販売
- タダノアイレック

門型油圧リフター等の製造・販売、各種マニュアル制作
- タダノエンジニアリング

高所作業車等の委託生産・販売
- タダノエステック

クレーン整備
- タダノテクノ東日本
- タダノテクノ西日本

クレーン免許等の教習
- タダノ教習センター

設備管理
- タダノビジネスサポート

グループシステム運用・システム開発
- タダノシステムズ

クレーン陸送・部品輸送
- タダノ物流

### 欧州
- Tadano FAUN GmbH
- Tadano Demag GmbH
- Tadano UK Ltd
- Tadano France SA
- Tadano Nederland B.V.
- Tadano Belgium BV
- Tadano Demag España SA
- Tadano Demag Scandinavia AB

### 北米・南米
- Tadano America Corporation
- Tadano Mantis Corporation
- Tadano Brasil Equipamentos de Elevação Ltda.

### アジア
- Tadano Asia Pte Ltd.
- Tadano Korea Co., Ltd.
- Tadano（Beijing）Ltd.
- Tadano Ithalthai Co., Ltd.
- Tadano Cranes India Pvt. Ltd.

### 中東
- Tadano Middle East Trading One Person Company L.L.C

### オセアニア
- Tadano Oceania Pty Ltd.

## メセナ活動
モアイ修復プロジェクトは、『世界・ふしぎ発見!』で1988年に流された「クレーンがあれば倒れたモアイ像を起こせるのに」という黒柳徹子のコメントを社員の高木啓行が見たのがきっかけでスタートした。プロジェクト当初はチリ側（イースター島はチリ領）の住民などから外国人が入ることに反対や考古学者からの学術的な観点からの反対があった。しかしタダノの熱心で親身な活動に次第にプロジェクト支援の輪が広がっていった。またプロジェクト総費用1億8千万円はタダノが全額負担し、かつモアイの修復費用も負担した。その姿勢にチリ政府も全面協力を承諾しプロジェクトが開始した。1991年から93年にかけて、クレーンをイースター島に寄贈し、発掘調査・修復作業などに協力した。イースター島のモアイ像（立像）でよく紹介される15体の写真はこのプロジェクトで立像されたものであり、現在は観光名所となっている。なお、モアイの近くにはタダノの功績を評するプレートが設置されている。高松市の女木島にはクレーンの練習用として製作したモアイが寄贈されている。
2007年には奈良県の高松塚古墳の石室解体作業にも技術協力を行った。当時の新聞によると「モアイの時にお世話になった人に頼まれたから」だという。お世話になった人とは石工職人左野勝司である。また2008年にはカンボジアのアンコール遺跡群修復のために製品を寄贈した。